# Василіяни
Чин свято́го Васи́лія Вели́кого (лат. Ordo Sancti Basilii Magni), також ЧСВВ, Василія́нський Чин свято́го Йосафа́та, Отці́ Василія́ни — один з основних чернечих орденів Української греко-католицької церкви.

## Про орден і його назву
Традиційна назва Чину — Чин святого Василія Великого. Офіційною, хоча менш відомою й рідковживаною, є назва, яку прийняли на одній із Генеральних Капітул Чину в 1931 р., щоб підкреслити роль святого священномученика Йосафата (Кунцевича) у формуванні сучасної моделі василіянського життя: Василіянський Чин святого Йосафата; назва ця фігурує в офіційних церковних документах.
У Східних католицьких церквах існує кілька чинів, які походять із традиції св. Василія Великого, а саме: Василіяни з Ґроттаферати біля Рима в Італії (італогреки), Василіяни Найсвятішого Спасителя, Василіяни св. Івана Хрестителя (соарити), Василіяни-Алепінці — ці три належать до Мелхітської церкви. Існує також Згромадження святого Василія. В Україні відомим є тільки Василіянський Чин святого Йосафата.

## Коротка історія Чину

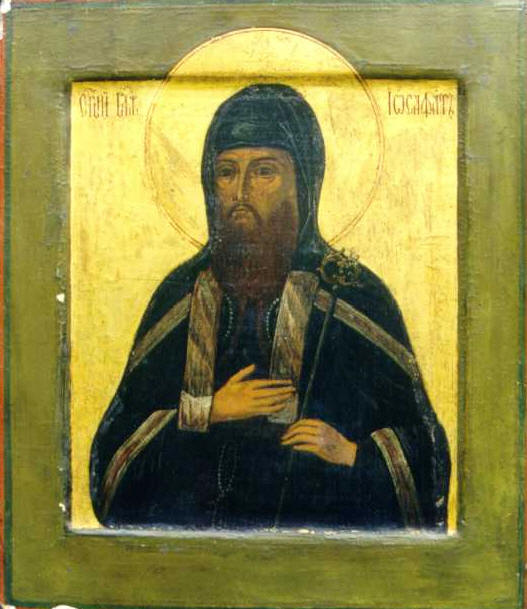
Священномученик Йосафат Кунцевич

Основоположником Чину вважається Василій Великий (329—379), один із найвизначніших Отців Східної церкви. По сьогодні[коли?] його Правила (Ширші і Коротші) разом з іншими аскетичними творами становлять основу Конституцій Чину, хоч у понад тисячолітній історії спосіб життя василіянських монахів підлягав певним змінам. До найвідоміших реформаторів василіянського життя належать: св. Теодор Студит (760—826), св. Теодосій Печерський (пом. 1074), св. Йосафат Кунцевич (1580—1623) разом із київським митрополитом Йосифом Велямином Рутським (1574—1637).
Монаше життя в Україні, у типовій для Сходу формі, своїм корінням сягає до часів князя Володимира Великого (980—1015), коли в печерах на околицях Києва поселилися перші монахи. Найбільший вплив на розвиток цього життя мали св. Антоній Печерський (пом. 1073) і його послідовник — св. Теодосій Печерський (пом. 1074). Після татарських наїздів, що в середині XIII століття знищили Київську Русь, монахи шукали собі місця на північних і західних теренах краю, закладаючи нові монастирі. Таким чином, вони дісталися до Галицько-Волинського князівства, яке ввійшло до границь Польського Королівства і Великого князівства Литовського.
Велику роль у формуванні василіянського життя в Київській Митрополії, після відновлення єдності з католицькою церквою, відіграли Київський Митрополит Йосиф Велямин Рутський і св. Йосафат Кунцевич, які на початку XVII століття провели ґрунтовну реформу тогочасного монашого життя, надаючи йому структуру сучасних чинів, впроваджуючи централізацію монастирів. Таким чином, із взаємно незалежних перед тим василіянських монастирів, підлеглих владі місцевого єпископа, створено Чин у сьогоднішньому розумінні даного слова. Тому Митрополита Рутського й св. Йосафата можна вважати справжніми засновниками сьогоднішнього Василіянського Чину. Тоді ж було запроваджено більш впорядкований новіціят. Для цього було засновано монастирі в Жировичах і в Битені, в яких у 1616 році було запроваджено перше послушництво під духовною опікою єзуїтів. Митрополит Йосиф Рутський вважав, що оскільки на Сході всі єпископи обиралися із монашества, то якщо монахи будуть освічені то й єпископи будуть такими же, а як єпископи будуть дбати про освіту духівництва, а духовенство гідно дбатиме про свій народ.
З метою впорядкування чернечого життя унійної церкви на першому монашому з'їзді (капітулі) 19–26 липня 1617 року в Новгородовичах на основі відповідно опрацьованого уставу св. Василія було розпочато процес об'єднання монастирів Київської митрополії в єдину Конґреґацію Пресвятої Тройці Василіянського Чину під проводом виборного протоархимандрита. Протоархимандритові підпорядквувалися монастирі, які знаходилися на теренах Великого князівства Литовського. Його резиденцією був монастир Святої Тройці у Вільні.
Замойський синод 1720 року ухвалив в аналогічний спосіб підпорядкувати усі унійні монастирі на терені Речі Посполитої єдиній василіанській конгрегації. На капітулі 26 серпня 1739 року, яку зібрав у Соборі св. Юра у Львові митрополит Атанасій Шептицький, було створено другу василіянську Конґреґацію Покрови Пресвятої Богородиці (Руську або Польську чи Коронну) і обрано для неї протоархимандрита о. Патрикія Жиравського. Об'єднання обох Конґреґацій в один Чин відбулося на капітулі в Дубно 26 травня до 12 червня 1743 року.
Так сформований Чин Отців Василіян динамічно розвивався в XVII і XVIII століттях, про що свідчить хоча б той факт, що після заборони діяльності Ордену Єзуїтів в Польщі в другій половині XVIII ст. василіяни перебрали провід численних єзуїтських шкіл і гімназій.
Василіянський Чин значно потерпів після поділів Польщі. На російській території був цілковито й остаточно ліквідований, натомість, не без труднощів, перетривав у межах австрійських. Однак у другій половині XIX ст. стало необхідним його оновлення. Реформу провели отці єзуїти. Започатковано її в монастирі в Добромилі в 1882 році, звідти і її назва — Добромильська реформа. Після реформи василіяни знову широко розвинули діяльність місійну і реколекційну, душпастирську і видавничу, а також наукову.
Після Першої світової війни більшість василіянських монастирів опинилися в межах тодішньої Польщі. У країнах соціалістичного блоку офіційна діяльність Чину була перервана. Усюди, за винятком Польщі, Чин змушений був зійти в підпілля. Протягом багатьох років василіяни виховувалися, молилися й діяли як світські люди. Багато ченців засуджено на заслання і до в'язниць. Багато василіян в Україні, в Чехословаччині, в Румунії і Угорщині загинули за свої релігійні переконання.
У 2001 році п'ятеро василіян беатифіковані — проголошені блаженними. Триває беатифікаційний процес ще ряду василіян.

## Мета діяльності Чину
Метою ЧСВВ, згідно з його Конституціями, є плекання спільнотного життя задля власного освячення через виконання обітів і заповідей любові та задля спасіння ближніх за посередництвом проповіді Слова Божого через проведення місій і реколекцій, наукову[джерело?] та видавничу діяльність, душпастирство і працю з молоддю.

## Герб Чину
Герб Василіянського чину святого Йосафата складається з обрамленого дугою вогняного стовпа, що символізує полум'я любові, як постійний дороговказ у служінні Богові й ближнім; вогняний стовп також є символом св. Василія Великого; над вогняним стовпом зображено сонце — символ самого Спасителя-Життєдавця; у сонці вміщена монограма Ісуса Христа, над якою є хрест, як знак слідування за Ним. Увесь герб оточує вінок із двох галузок: дубової й лаврової. Дубова галузка символізує постійність і міць у духовному рості й працях, а лаврова — есхатологічну, вічну нагороду для переможців.

## Структура Чину
Від 1617 року Василіянський Чин є централізованою організацією, на чолі якої стоїть Протоархимандрит. Осідком Протоархимандрита та чотирьох його дорадників є монастир Христа Царя в Римі. Протоархимандрита обирає Генеральна Капітула Василіянського Чину терміном на 8 років. З 19 липня 2022 року Протоархимандритом Василіянського Чину є о. Роберт Лисейко. Генеральна капітула — законодавчий орган, що збирається раз на чотири роки.
Чин поділяється на Провінції, якими управляють Протоігумени. Провінції складаються з монастирів і резиденцій (резиденції — це малі монастирі, які мають менше, ніж 6 ченців), на чолі яких стоять ігумени й настоятелі. Провінції, як правило, знаходяться в межах однієї держави. На 2016 рік існує 10 Василіянських провінцій:
- Найсвятішого Спасителя в Україні (до якої з 1992 по 2009 роки була тимчасово долучена Закарпатська Провінція св. Миколая), яка включає 29 монастирів і резиденцій

- Непорочного Зачаття Пречистої Діви Марії в Аргентині (3 монастирі)
- св. Йосифа в Бразилії (15 монастирів)
- Пресвятого Серця Ісусового в Канаді (10 монастирів)
- св. Стефана в Угорщині (5 монастирів)
- Покрова Пресвятої Богородиці в Польщі (4 монастирів)
- св. апостолів Петра й Павла в Румунії (3 монастирі)
- св. Кирила і Методія у Словаччині (6 монастирів)
- св. Миколая на Закарпатті в Україні (4 монастирі)
- Успення Пресвятої Богородиці в США (7 монастирів).

З 2024 року Протоігуменом української Провінції Найсвятішого Спасителя є о. Йосиф Кралька.
Внутрішній устав підлягає підпорядкуванню головного настоятеля, який перебуває в Римі, та місцевими настоятелями, а все, що стосується проповідей, богослужінь в УГКЦ —  належить підпорядкуванню Св. Престолу, Главі УГКЦ і кожному єпископу.

## Опис чернечого одягу василіянина
Згідно з Конституціями ЧСВВ, чернечий одяг василіянського ченця складається з ряси (габіта) чорного кольору, що має білий комірець (колоратку), а також пояс, мантію та каптур. У щоденному житті, де ченці св. Василія Великого виступають як спільнота, використовують рясу й пояс, а в урочистих богослужбових відправах, за прийнятим звичаєм, теж — мантію й каптур.
Габіт — це символ весільної одежі, а колоратка має значення духовного ярма і символ чистоти. Мантія має символ духовних крил і постійну готовність ченця для духовної праці (зокрема пасторальної), чернець у мантії символізує собою ангела (згідно з ученням св. Василія Великого — хоч у тілі живуть, але серцем і духом у небі з Богом перебувають, що чинить їх подібних до ангелів у тілі). Каптур — це символ духовної філософії, що закриває і оберігає монахові очі від пристрастей цього світу і гріха. Пояс, яким монахи трічі переперезуються, має символічне значення трьох монаших обітів (чистоти, убогості і послуху), а два кінці, що звисають, має значення двох доріг, що ведуть до неба: піст і молитва.

## Деякі статистичні дані про Василіянський Чин в Україні та у світі
На 2013 рік Чин нараховує 529 ченців, враховуючи 26 кандидатів. Деякі з них належать до інших (не Української) східних католицьких церков свого права: Румунської, Угорської, Словацької та до Мукачівської єпархії.
У 2006 році з 303 ченців ЧСВВ в Україні її громадян було — 297, включаючи тих, які знаходяться за кордоном — 42; іноземців, що працюють в Україні — 12, з них − 6 членів Провінції.
Священників — 101, студентів — 80, братів — 79, новиків і кандидатів — 43.
Освітній рівень монахів Провінції: з вищою освітою — 125, з незакінченою вищою освітою — 69, із середньою — 107, з неповно-середньою — 2.
Середній вік Василіян в Україні — 34 роки.
Загальна чисельність монашої спільноти Провінції Найсвятішого Спасителя в Україні на 2013 рік — 287, Провінції Святого Миколая (Закарпаття) — 24.

## Святі й блаженні Василіянського Чину
- Святий священномученик Йосафат Кунцевич — беатифікований папою Урбаном VIII у 1643 році, канонізований папою Пієм IX у 1867 році. День вшанування — 12/25 листопада.
- Блаженний священномученик Йосафат Коциловський — беатифікований папою Іваном Павлом II 27 червня 2001 року. День вшанування — 27 червня.
- Блаженний священномученик Павло Ґойдич — беатифікований папою Іваном Павлом II 4 листопада 2001 року. День вшанування — 17 липня.
- Блаженний преподобномученик Віталій Байрак — беатифікований папою Іваном Павлом II 27 червня 2001 року. День вшанування — 27 червня.
- Блаженний преподобномученик Северіян Бараник — беатифікований папою Іваном Павлом II 27 червня 2001 року. День вшанування — 27 червня.
- Блаженний преподобномученик Яким Сеньківський — беатифікований папою Іваном Павлом II 27 червня 2001 року. День вшанування — 27 червня.

## Посади василіян у церковних інституціях
Єпископи:
- Іриней Білик — єпископ-емерит Бучацький, канонік папської базиліки Санта Марія Маджоре,
- Діонісій Ляхович — апостольський екзарх для українців-католиків візантійського обряду в Італії,
- Лаврентій Гуцуляк — архієпископ і митрополит Вінніпезький (Канада),
- Павло Хомницький — єпископ Стемфордський (США),
- Володимир Ющак — єпископ Вроцлавсько-Кошалінський (Польща),
- Володимир Ковбич — архієпископ і митрополит Куритибської архієпархії (Бразилія),
- Мирон Мазур — єписокоп Прудентопольської єпархії (Бразилія),
- Дмитро Григорак — єпископ Бучацький,
- Василій Тучапець — екзарх Харківський,
- Авель Сочка — єпископ Ньїредьгазької єпархії Угорської ГКЦ.

Ієромонахи:
- Тимотей Коцур — директор української секції Радіо Ватикану,
- Теодосій Грень — протосинкел Апостольського Екзархату в Італії,
- Луїс Касьяно — ректор Української папської колегії святого Йосафата,
- Бернард Підгірний — віце-ректор УПК святого Йосафата,
- Діонисій Заведюк — духівник УПК святого Йосафата.